# Games for Windows – Live
Games For Windows (abreviado GFW) fue una Plataforma de videojuegos de Microsoft que se remonta al menos a 2005, y fue revisado en 2006. Esta certificación para juegos en físicos para hacerlos operativos en Windows, fácil y accesible como en populares consolas de videojuegos, además soporta todas las características estándar (como logros, chat de voz, mensajes, etc), pero no ofrece plataforma cruzada con Xbox o jugar con los jugadores de Xbox 360. La campaña ha sido promovida a través de convenio de quioscos a través de otros foros en 2005. En 2008 añadió Live al nombre y desde entonces se conoce así.
Games for Windows Live desapareció el 1 de julio de 2014. Fue remplazado por la plataforma Xbox para Windows.

## Historia
GFW debutó el mismo día que apareció Windows Vista. Los primeros videojuegos certificados con GFW fueron Shadowrun (un juego de disparos que también salió en Xbox) y Halo 2 para Windows Vista, que fue lanzado al público el 31 de mayo de 2007.  GFW soporta logros, puntos y comunicación entre Pc y consolas, también permite juego cruzado entre ambos pero es por deseo del desarrolladores, y en realidad pocos juegos tuvieron capacidad para juego cruzado: el ya mencionado Shadownrun, Dark Souls 1, Universe at War: Earth Assault and Lost Planet: Extreme Condition Colonies Edition entre otros. Una limitación de GFW es no puedes estar logeado en Pc y una consola Xbox 360 al mismo tiempo mostrando un mensaje de error, esto fue resuelto hasta la existencia de la consola Xbox One.
Al igual que Xbox divide a los usuarios en Silver y Gold, ser Gold es requerido para jugar en línea (independientemente si tiene juego cruzado o no) del mismo modo que Xbox Gold es requerido en su caso, afortunadamente si eras Gold en tu consola, también lo eras en GFW.
Sin embargo, a partir del 22 de julio de 2008, Microsoft anunció en el Gamefest 2008 que el acceso en línea ahora es gratuito, añadiendo la palabra Live a su nombre. Al igual que su contraparte de consola, los usuarios podrán descargar contenido como demos de juegos, accesorios, fotos y juegos. Algunos temas serán gratis, mientras que otros tendrán que ser pagados por el uso de "Microsoft Points", según lo determinado por el editor de dichos puntos. Microsoft también tiene previsto hacer de los Games For Windows - Live (GFWL) con una interfaz más amigable, y reducir los requisitos técnicos para desarrolladores.
En 2010 una característica llamada Game Room se creó como una tienda digital, de forma que juegos comprados para PC costaban 240 puntos microsoft y para una licencia que permite tener en Pc y Xbox 360 costaba 400 puntos. En mayo de 2010 Fable 3 para Pc y Microsoft Flight estaban disponibles exclusivamente en digital para GFWL en tanto Ages of Empires Online también sería exclusivo pero free-to-play. En 2012 un cambio en la funcional del chat provocó romper la capacidad de enviar mensajes de voz entre usuarios GFWL y consolas.

## Interfaz de usuario
La interfaz de usuario se ha cambiado de versiones anteriores (para que coincida con el aspecto de Xbox 360) a una nueva apariencia. La interfaz incluye los mensajes (de texto y voz), lista de amigos, los últimos jugadores, charla privada, y la configuración personal.
El cliente que proporciona esta interfaz está incluido en los juegos de Games for Windows – Live. Sólo está disponible cuando se ejecuta un videojuego diseñado para el servicio. El acceso directo a las funciones fuera de los videojuegos no es posible, aunque fuera del cliente del juego se encuentra actualmente en desarrollo.

## Características

### Try and Play
Es una tecnología desarrollada por Microsoft para Windows Vista. Permite a los usuarios poner el disco del juego en una unidad de discos ópticos y empezar a jugar casi de inmediato, mientras que el juego se instala en el fondo. El primer y actualmente único juego para el uso comercial de esta tecnología es la versión para Windows de Halo 2. Más tarde reapareció como una característica de la Xbox One

### Embalaje de los juegos
Los videojuegos que se venden bajo la plataforma son distribuidos en un packaging de diseño estándar para facilitar la identificación y distinguirlos de títulos que se venden a través de otra distribución. En la zona superior de la caja en la que se guarda el soporte óptico del juego se incluye el logotipo de "Games for Windows"; el arte de tapa (fuera de la zona del logotipo) es exclusivo de cada juego y no depende de Microsoft ni de la marca "Games for Windows".
- Solo gamertag
- Perfil de jugador común.
- Gamerscore común
- Logros de un solo jugador - Todos los títulos de los logros, aunque algunos pueden compartir la lista con la versión de Xbox 360
- Chat privado a través de voz y texto
- Lista de amigos comunes y la presencia en línea
- Multijugador de Windows incluyendo la navegación activa una lista de videojuegos para Windows
- Multijugador emparejando con los amigos
- TrueSkill de búsqueda.[9]
- Logros multijugador
- Multiplataforma